# Bachemer Bach (Ahr)
Der Bachemer Bach ist ein etwa sieben Kilometer langer, orographisch rechter Nebenfluss der Ahr im rheinland-pfälzischen Landkreis Ahrweiler.

## Geographie

### Verlauf
Der Bachemer Bach entspringt im Ramersbacher Wald nordöstlich des Stadtteils Ramersbach der Stadt Bad Neuenahr-Ahrweiler auf einer Höhe von ca. 397 m ü. NHN. Von hier aus fließt der Bach nach Norden entlang der Landesstraße L 84, schwenkt mit dieser nach Osten und dann wieder nach Norden. Mit Erreichen des Stadtteils Bachem schwenkt die L 84 nach Westen, der Bach setzt jedoch seinen Lauf nach Norden fort. Er mündet in Bad Neuenahr-Ahrweiler auf etwa 96 m Höhe in den dort von Westen kommenden Rhein-Zufluss Ahr.
Auf seinem sieben Kilometer langen Weg überwindet der Bach einen Höhenunterschied von 301 Metern, was einem mittleren Sohlgefälle von 43 ‰ entspricht.

### Einzugsgebiet
Das 8,3 km² große Einzugsgebiet liegt in der Eifel und wird über Ahr und Rhein zur Nordsee entwässert.
Es grenzt
- im Osten an das des Idienbachs, der in die Ahr mündet
- im Südosten an das des Rheinzuflusses Vinxtbach
- im Süden an das des Ahrzuflusses Staffeler Bach
- und im Westen an das des Wingsbachs, ebenfalls ein Ahrzufluss.

Das Einzugsgebiet ist zum großen Teil bewaldet, nur am Unterlauf wird es durch landwirtschaftliche Flächen und Siedlungen geprägt.

### Zuflüsse
- Ramersbach (rechts), 0,9 km, 0,87 km²
- Tiefbach (rechts), 0,6 km, 0,72 km²